# Чурук-Су (притока Качі)
Чуру́к-Су, Чюрю́к-Сув (крим. Çürük Suv) — невелика річка в Криму, права притока річки Кача. Бере початок в урочищі Ашлама-Дере на східній околиці міста Бахчисарая. У села Новеньке, на заході Бахчисараю впадає в річку Кача. Загальна довжина річки Чурук-Су — 11 км.
Назва річки перекладається з кримськотатарської мови як «гнила вода» (çürük — гнилий, suv — вода). Але турецький мандрівник Евлія Челебі, що відвідав Бахчисарай, в середині XVII століття називав її Ашлама:
|  | Води річки Ашлама, яка тече з боку Саладжика через саму середину міста, для різних цілей вживані бувають, тому річку цю називають ще Чюрюк-Су. Приводить вона в рух численні млини, а також несе безліч нечистот і бруду. З нижнього, або ж західного боку тече вона через порохові склади, численні водяні млини уздовж багатьох обгороджених огорожами садів до Ескі-Юрту, а пізніше впадає в річку... |

Долина річки Чурук-Су з 1964 року оголошена пам'яткою природи місцевого значення — «Природні сфінкси долини річки Чурук-Су». Кам'яні «сфінкси» заввишки до 20 м є результатом вивітрювання вапняків неоднакової міцності.

## Галерея

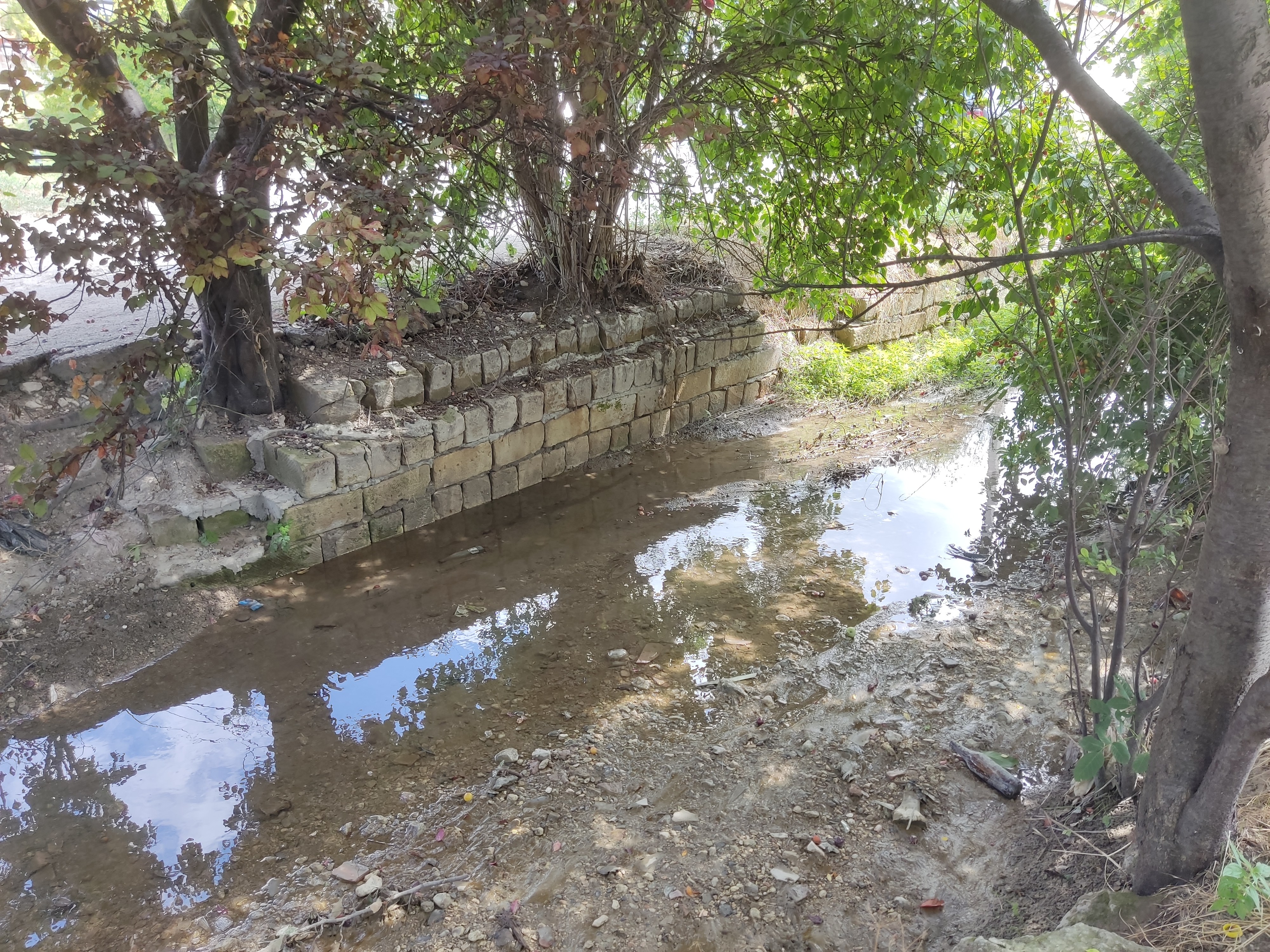
Річка у липні
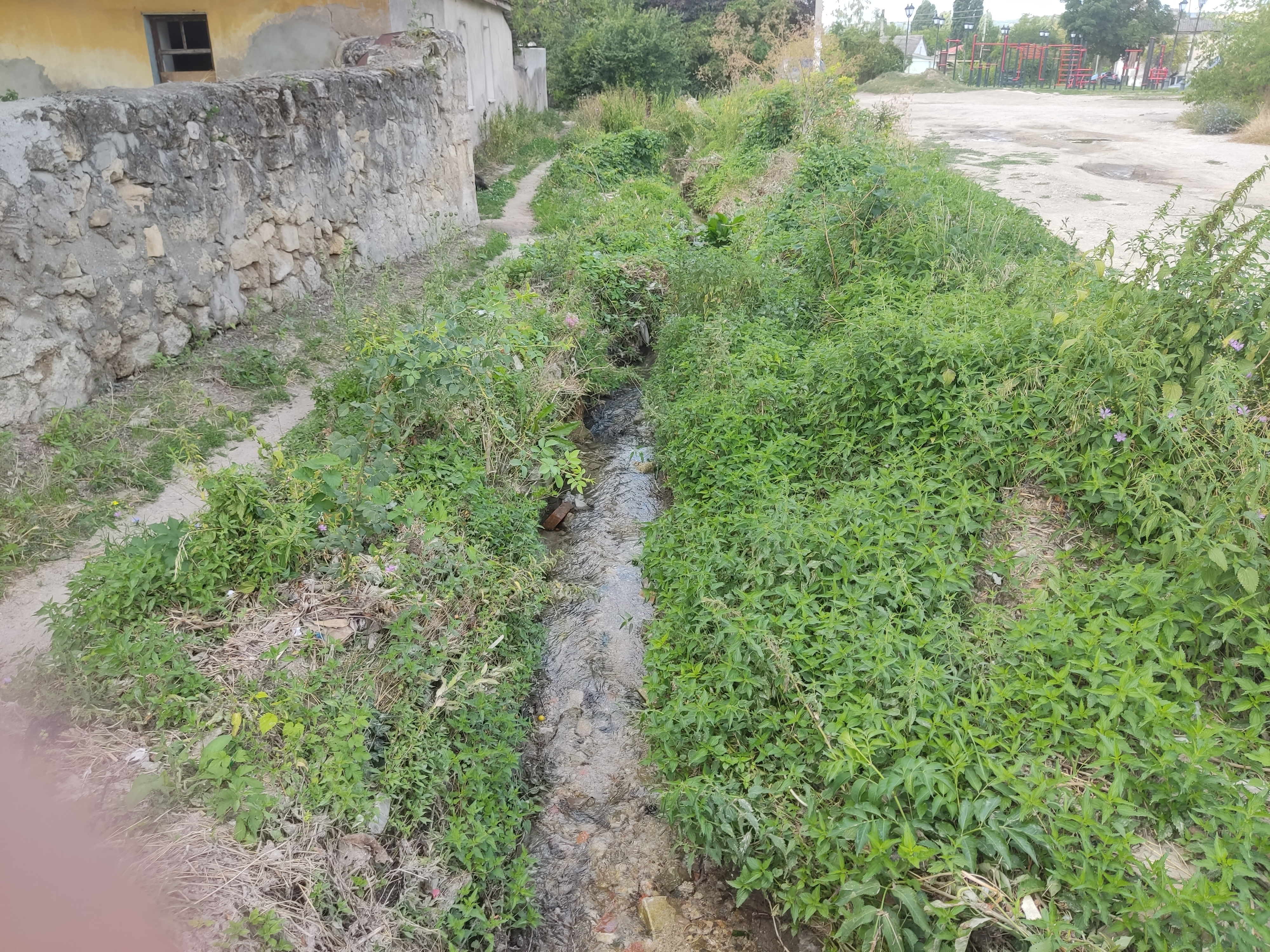
Річка у липні
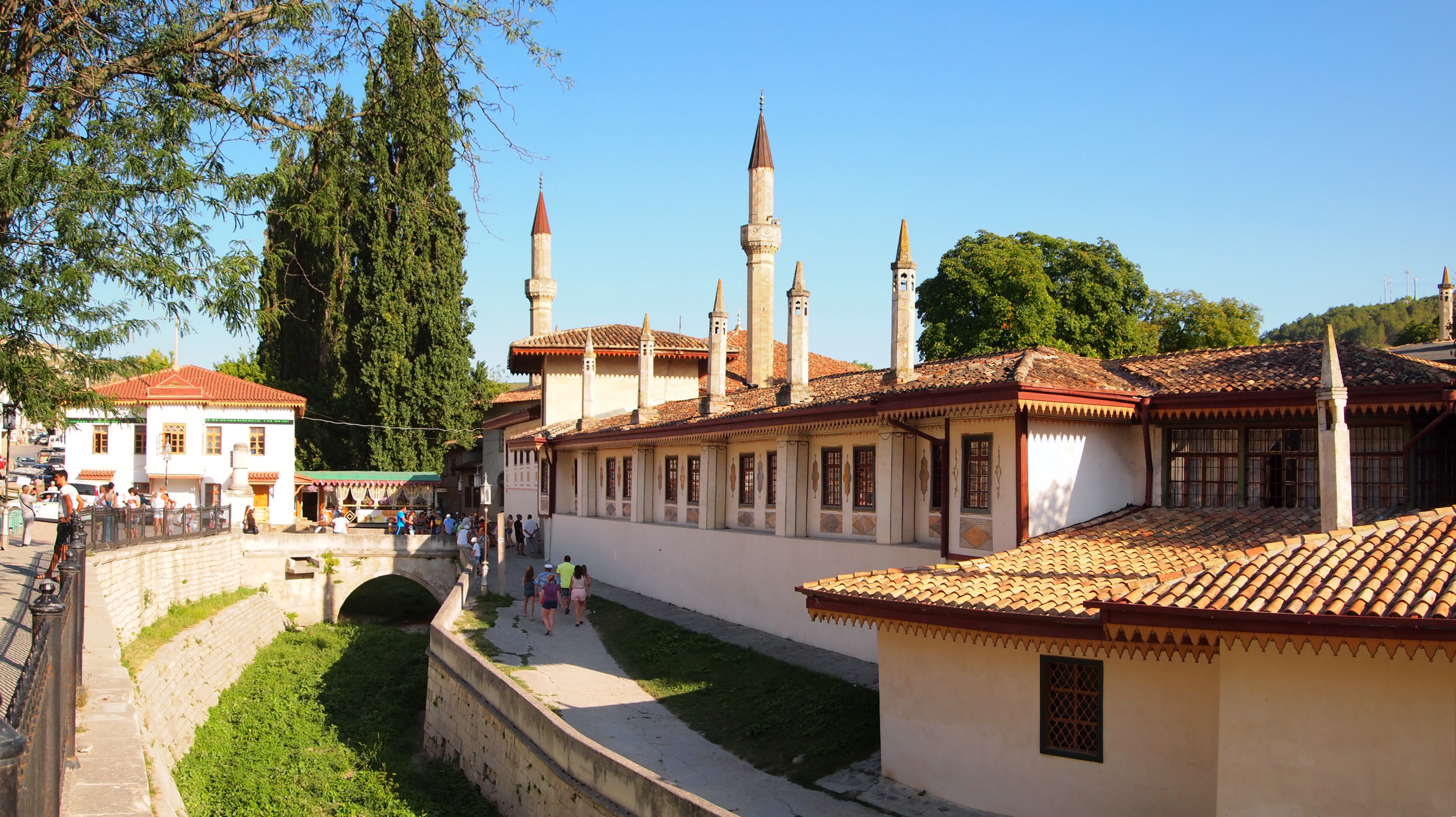
Кам'яне русло біля Ханського палацу
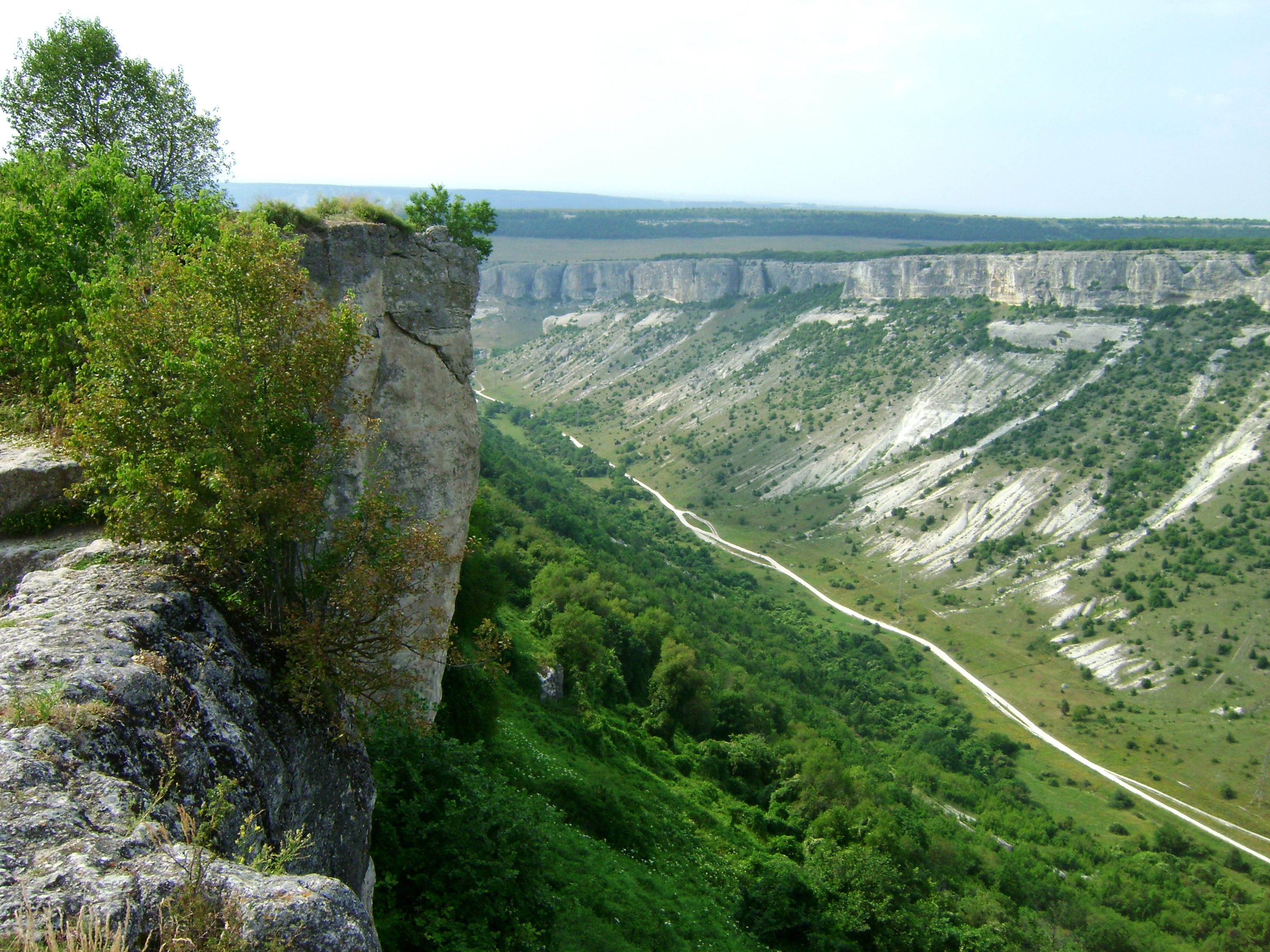
Балка Ашлама-Дере, де бере початок річка